# Magnum Opus (alchimia)

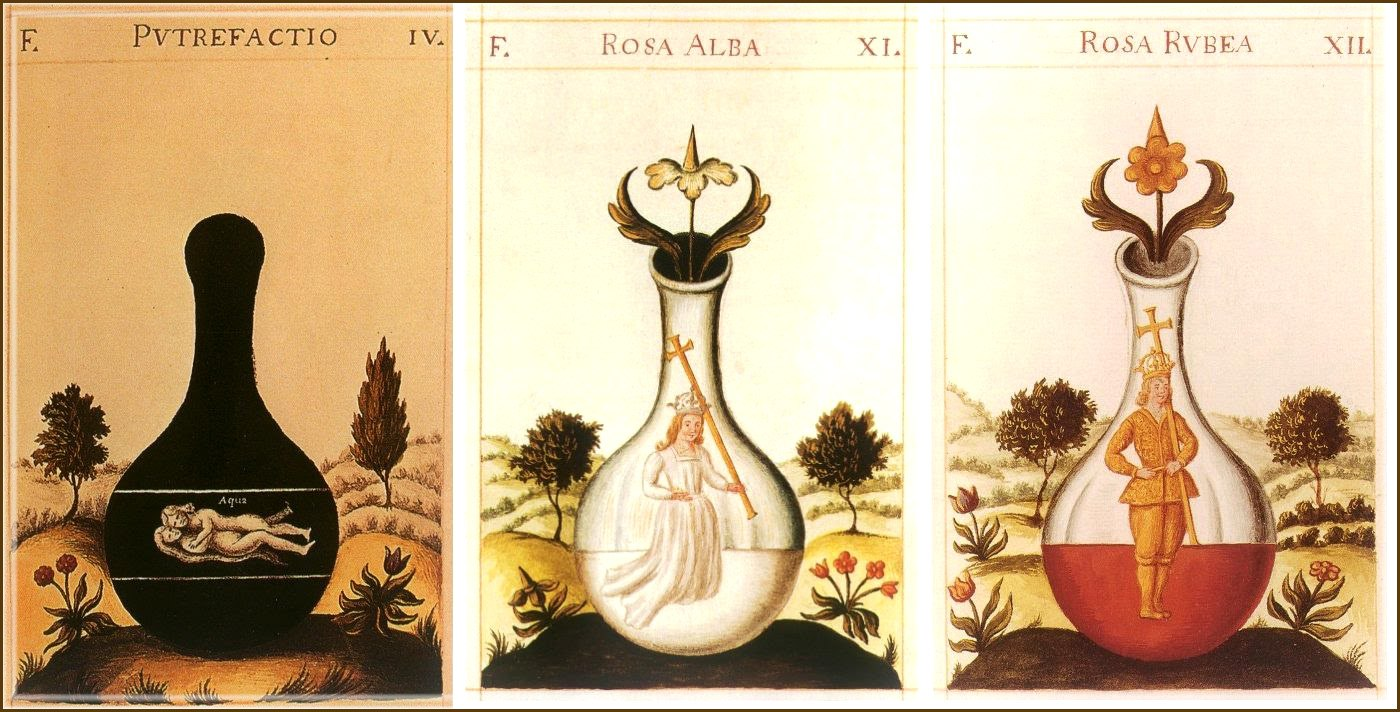
Le tre fasi principali della Grande Opera, raffigurate come tre ampolle contenenti ingredienti di colore diverso, nel manoscritto attribuito a Georges Aurach Pretiosissimum Donum Dei (1415)

La Grande Opera, conosciuta in latino come Magnum Opus, è l'itinerario alchemico di lavorazione e trasformazione della materia prima, finalizzato a realizzare la pietra filosofale. Consiste in diversi passaggi che conducono gradualmente alla metamorfosi personale e spirituale dell'alchimista, ai quali corrispondono, secondo la tradizione ermetica, altrettanti processi di laboratorio caratterizzati da specifici cambiamenti di colore, metafore del percorso iniziatico di individuazione.
Originariamente le fasi della Grande Opera erano quattro:
- Nigredo, annerimento o melanosi, associato all'elemento terra, e in linea generale al piombo, la putrefazione, la decomposizione, la separazione, vitriol, il caos primordiale, la notte, Saturno, il simbolo del corvo, l'inverno, la vecchiaia;
- Albedo, sbiancamento o leucosi, associato all'elemento acqua, l'argento, la distillazione, la calcinazione, la purificazione, l'alba, la Luna, il femminile, il simbolo del cigno, la primavera, l'adolescenza;
- Citrinitas, ingiallimento o xanthosis, associato all'elemento aria, l'oro, la sublimazione, la combustione, il giorno, il Sole, il maschile, il simbolo dell'aquila, l'estate, la maturità;
- Rubedo, arrossamento o iosis, associato all'elemento fuoco, il mercurio filosofale, il cinabro, la coagulazione, il tramonto, l'incontro tra Sole e Luna, l'androgino quale fusione tra maschile e femminile, il rebis, il matrimonio tra anima e spirito, le nozze alchemiche, la pietra filosofale, il simbolo della fenice, Ermes, Mercurio, il caduceo, Prometeo.

La conoscenza di queste quattro fasi risale almeno al primo secolo. Zosimo di Panopoli, collocabile alla fine del terzo secolo, scrisse che erano già note a Maria la Giudea. Dopo il Medioevo molti scrittori tesero tuttavia a prendere in considerazione solo tre di esse, inglobando la Citrinitas, ossia l'Opera al Giallo, nella Rubedo.
Altri stadi associati a un diverso colore vengono a volte aggiunti, in particolare la Viriditas, ossia un'Opera al Verde che precede la Rubedo, e la Cauda Pavonis o "coda di pavone", in cui compare una vasta gamma di colori, situabile subito dopo la Nigredo.
Le tre fasi principali divennero a ogni modo la Nigredo, l'Albedo e la Rubedo; le prime due, cioè le Opere al Nero ed al Bianco, che conducevano alla realizzazione della «Piccola Opera», rappresentavano gli opposti che avrebbero trovato la sintesi finale nel colore rosso della terza fase, compimento dell'Opera in Grande. Anche il verde era considerato, su un piano diverso, una tintura intermedia tra bianco e nero, seppure fosse anch'esso solo un passaggio preparatorio alla Rubedo o Opera al Rosso, culmine di ogni colore.
L'Opus Magnum aveva una varietà di simboli animali ad esso collegati, in particolare uccelli, come il corvo, il cigno, e la fenice, utilizzati per rappresentare la progressione spirituale attraverso i tre colori principali.
Tali cambiamenti di colore potevano essere effettivamente osservati in laboratorio per l'effetto del fuoco sulla materia prima, come testimoniato ad esempio da un trattato attribuito a Tommaso d'Aquino:
(Tommaso d'Aquino, Trattato sull'arte alchemica, cap. V, Della composizione del Sole e del Mercurio )

## Corrispondenze chimiche
Alle varie fasi corrispondevano dei precisi processi chimici da eseguire, ad esempio alla Nigredo sarebbe stato associato il nero della putrefazione, all'Albedo poteva essere associata la purificazione ottenuta per distillazione oppure calcinazione, alla Citrinitas la combustione, e infine alla Rubedo la sublimazione o la fissazione.
La calcinazione consisteva nel riscaldamento ad alte temperature di una miscela semisolida, quale il mercurio, fino a farne evaporare tutte le sostanze volatili; la fissazione, viceversa, nell'addensamento di un elemento liquido, ad esempio coagulando il mercurio nello zolfo. Simili processi chimici furono elencati e ordinati dai vari autori ora in gruppi di sette tappe, ora di dodici, in analogia ai sette pianeti classici dell'astrologia o ai dodici segni zodiacali.
Differenti catalogazioni di questo genere sono presenti nel Mutus Liber, nelle Dodici chiavi di Basilio Valentino, o nelle «dodici porte» di George Ripley.